# Tangerang
Tangerang este un oraș din Indonezia.